# وورتی ده یونگ
وورتی ده یونگ (هلندی: Worthy de Jong؛ زادهٔ ۱۴ مارس ۱۹۸۸) بازیکن بسکتبال ۳ نفره اهل هلند است.
وی در مسابقات کشوری و بین‌المللی در مجموع برندهٔ ۱ مدال طلا شده است.